# Castell de Casesnoves

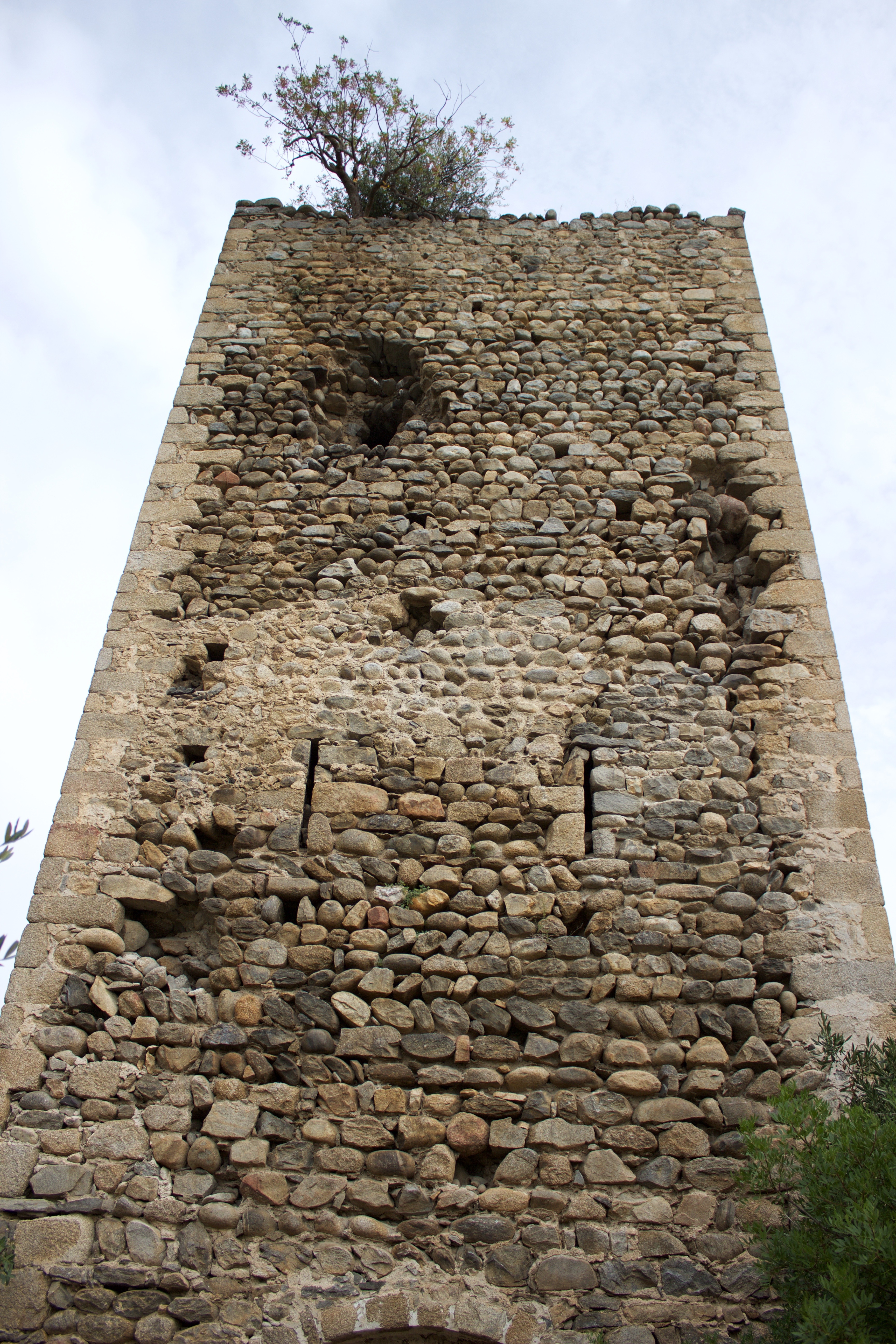
La torre mestra del Castell de Casesnoves

El Castell de Casesnoves, antigament de Benevent, és un castell d'origen medieval d'estil romànic del segle xi situat a l'antic poble de Casesnoves, del terme comunal de la vila d'Illa, a la comarca del Rosselló, de la Catalunya del Nord.
Està situat a ponent de la vila d'Illa, a l'esquerra de la Tet, al costat de migdia de l'església dels Sants Just i Pastor de Casesnoves, o de Sant Salvador i de les ruïnes de l'antic poble.

## Història
El de Cases Noves o de Benevent és un dels castells esmentats el 1076 en les afrontacions d'una donació de Pere Miró a la Seu d'Urgell. Era un castell de gran vàlua estratègica pel fet de ser molt a prop del termenal entre els comtats de Rosselló (Comtat d'aquest nom), Conflent (Comtat de Cerdanya), Vallespir i Fenolleda (Comtat de Besalú). El 1265 Casesnoves fou infeudat per l'infant Jaume d'Aragó, futur rei de Mallorca, en nom del seu pare, Jaume el Conqueridor, a Ramon d'Illa i Ponç de Caramany, pro indiviso. El fill del darrer venia el 1321 els seus drets a un burgès perpinyanès, Guillem Fuster, qui anys més tard els cedia a l'església de Sant Guillem de Perpinyà. Els d'Illa continuaren essent-ne cosenyors durant segles: al XV encara hi consten.

## L'edificació

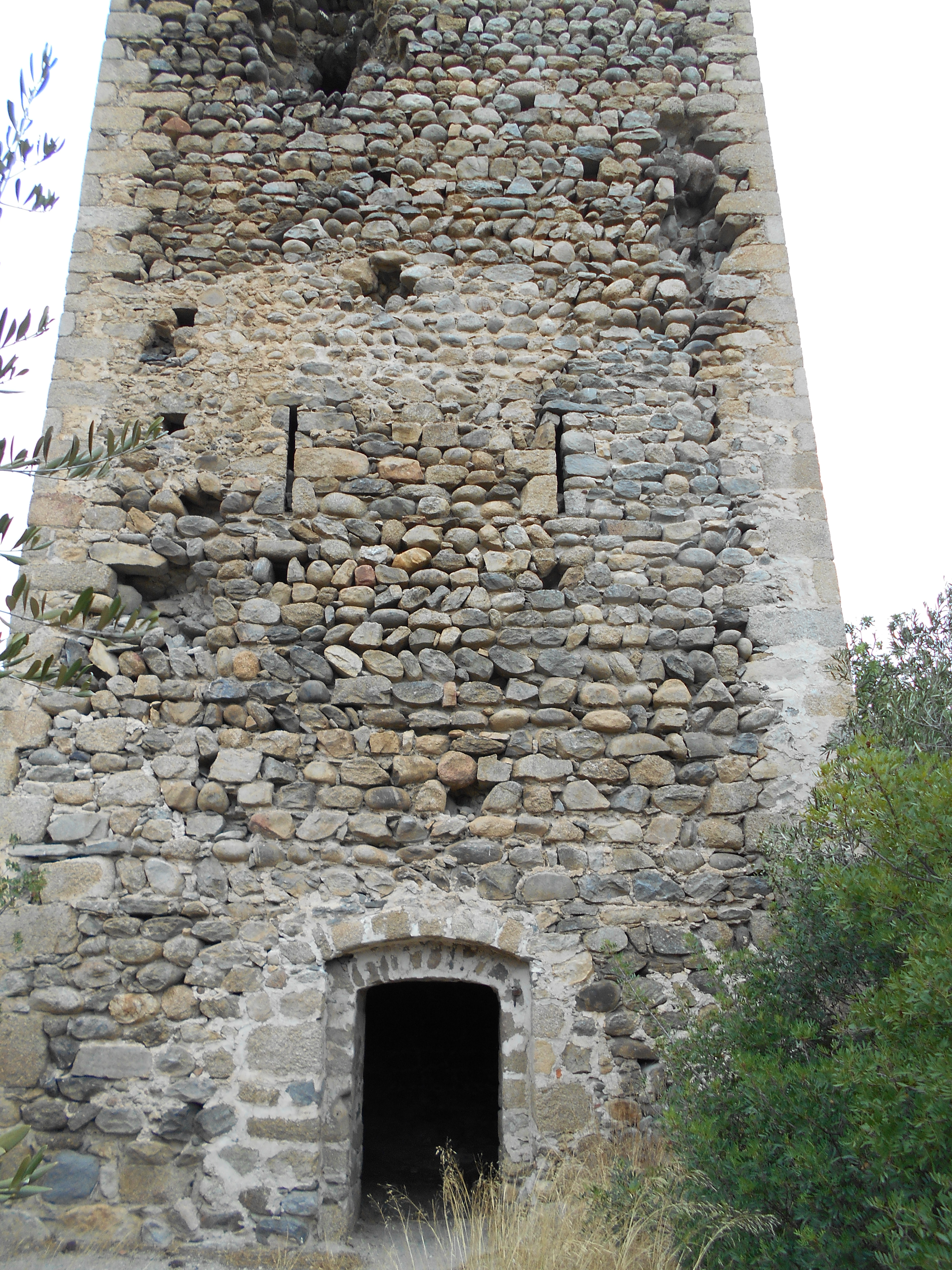
Torre mestra del Castell de Casesnoves

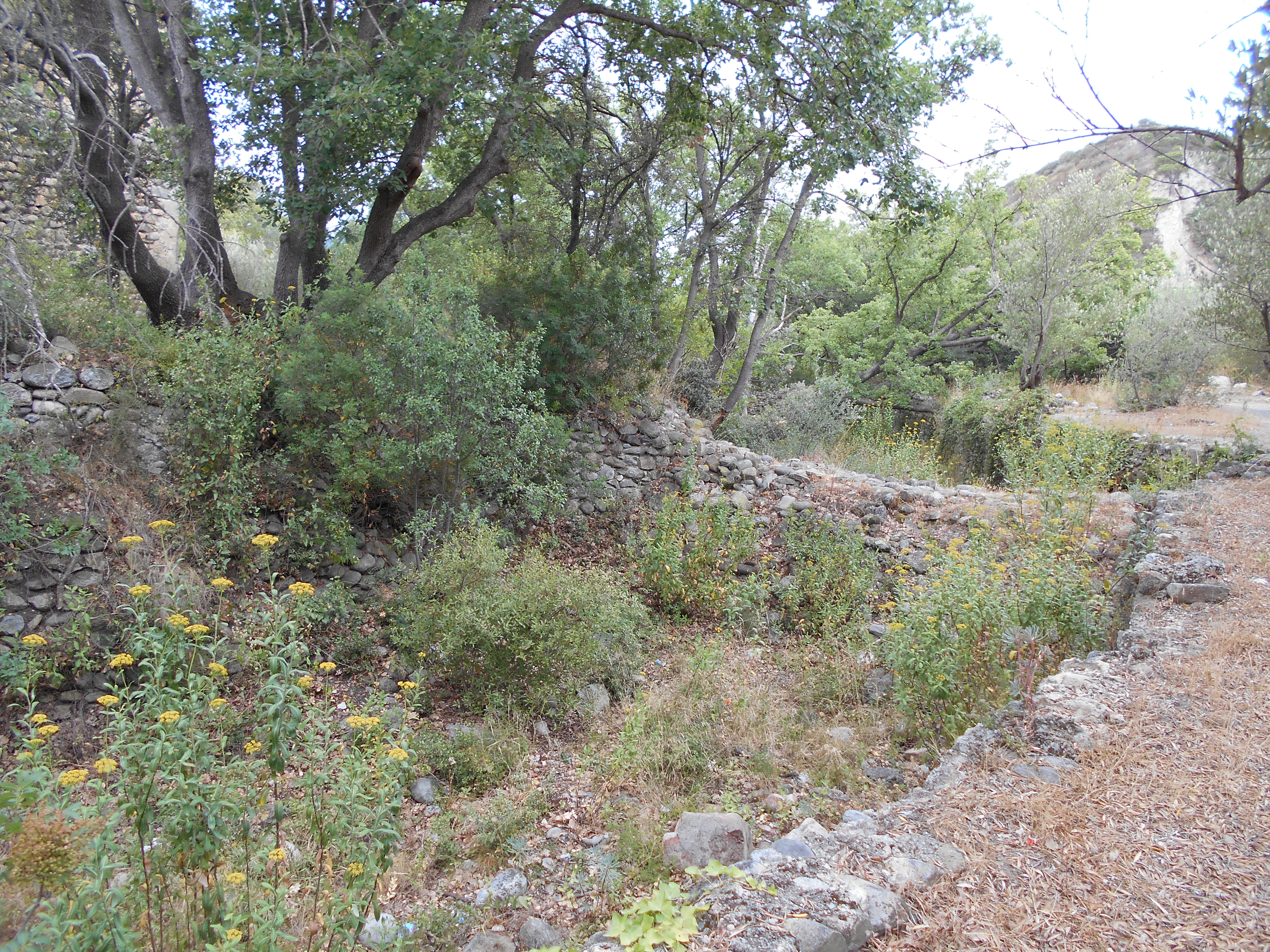
Muralles i fossar del Castell de Casesnoves

Centra el castell una forta torre quadrada, pràcticament sencera, vestigi més evident avui dia del castell. La resta de la construcció està bastant arrasada i amagada per la vegetació del lloc. Al costat del riu, un talús de maçoneria l'en separava, alçant-hi un marge d'una 3 metres. Un vall separava també el castell, torre inclosa, de l'església. Queden poques restes, però, de les construccions que conformaven el castell, tot i que se'n pot reconèixer bé pràcticament tot el traçat. La torre, d'uns 12 metres de costat i un gruix de murs d'1,45, presenta dues sales superposades cobertes amb volta de canó, amb uns forats en un extrem per a una escala de fusta. Dues úniques obertures en forma d'espitlleres il·luminen amb prou feines les sales.